# 新保富美子
新保 富美子（しんぽ ふみこ、現姓は齋藤）は、日本の元卓球選手。カット主戦型。現役時代は日本代表として世界卓球選手権で銀メダル獲得。国際卓球連盟世界ランキング最高位は8位。

## 経歴
東奥女高、富士短大卒業。北海道拓殖銀行に所属。
1973年度、全日本卓球選手権大会ジュニアの部で準優勝。
1974年度、テヘラン (イラン) で開催されたアジア競技大会卓球競技では団体で枝野とみえ、大関行江、高橋省子らとともに銅メダル。全国高等学校選抜卓球大会でシングルス優勝。
1978年度、バンコク (タイ) で開催された1978年アジア競技大会卓球競技では団体で小室恵子、千葉良子、長洞久美子らとともに銅メダル。
1981年度、ノヴィ・サド (ユーゴスラビア) で行われた第36回世界卓球選手権では女子ダブルスにマリア・アレクサンドル (ルーマニア) と出場予定であったが不出場に終わった。
1982年度、全日本社会人卓球選手権でシングルス優勝。
1983年度、東京で開催された第37回世界卓球選手権シングルスでは準々決勝で黄俊群 (中国) に2-3で敗退。田村友子と出場した女子ダブルスでは準々決勝で童玲 (中国) らに2-3で敗退。団体では神田絵美子、田村、星野美香とともに銀メダル。世界ランキング8位。
引退後は札幌大谷中学校・高等学校で指導者となり、佐藤瞳らを育成した。